# Friedrich Neznansky
Friedrich Neznansky (russisch Фридрих Евсеевич Незнанский Fridrich Jewsejewitsch Nesnanski, im deutschen Buchhandel Friedrich Nesnanskij; geb. 27. September 1932 in Schurawitschy, Weißrussische SSR, UdSSR; gest. 14. Februar 2013 in Garmisch-Partenkirchen, Deutschland) war ein russischer Jurist und Autor von Kriminalromanen.

## Leben
Nach einem Studium der Rechtswissenschaften in Moskau, das er 1954 abschloss, wurde er zunächst in die Provinz versetzt und führte dann von 1960 bis 1969 im Auftrag des Moskauer Generalstaatsanwalts Ermittlungen durch. In dieser Zeit begann er, in Zeitungen wie Trud und Komsomolskaja Prawda Kurzgeschichten und Erzählungen zu veröffentlichen. In den frühen 1970er Jahren war er Mitglied eines Anwaltskollektivs.
1977 emigrierte er aus der Sowjetunion und lebte bis 1985 in den USA. Hier verrichtete er zunächst einfache Arbeiten als Wachmann an unterschiedlichen Orten und beteiligte sich später am Verfahren gegen Karl Linnas (1919–1987), einen ehemaligen KZ-Kommandanten in Tartu (Estland), der 1987 an die Sowjetunion ausgeliefert wurde. Neznansky arbeitete als Journalist bei mehreren Emigrantenzeitungen und für Radio Liberty und schrieb für die Exilorganisation Bund russischer Solidaristen, der er 1979 beitrat. Seine ersten Bücher Journalist für Breschnew (1981) und Roter Platz (1983) schrieb er gemeinsam mit Edward Topol (* 1938), insgesamt verfasste er über 250 Krimis. 1985 zog er nach Deutschland und erwarb die deutsche Staatsbürgerschaft. 1986 wurde er vom International Biographical Centre als „Man of achievement“ ausgezeichnet. Seit 1995 lebte er in Garmisch-Partenkirchen, wo er 2013 starb.
Seine Kriminalromane schildern die russische Gerichtspraxis. Sie wurden in ein Dutzend Sprachen übersetzt und für Fernsehfassungen adaptiert, konnten aber in Russland erst nach der Perestroika erscheinen.